# 安家镇 (盐亭县)
安家镇，是中华人民共和国四川省绵阳市盐亭县曾经下辖的一个镇。2019年12月，撤销安家镇，将其所属行政区域划归鹅溪镇管辖。

## 行政区划
安家镇撤销前下辖以下地区：
安乐社区、安乐村、东岭村、青坪村、广协村、鹅溪村、金台村、梓流村、裕荣村、金顶村、梓盐村和天泉村。